# Supernova (canción de Within Temptation)
«Supernova»  es el vigésimo sexto sencillo de la banda holandesa de metal sinfónico Within Temptation, lanzado el 5 de febrero de 2019 de su sexto álbum de estudio, Resist.

## Antecedentes
«Supernova» se refiere al conflicto interno que se desarrolla tras la muerte de un ser querido,  la canción presenta principalmente influencias EDM, aunque también contiene pasajes orquestales y versos cantados por un coro, y fue concebida originalmente como una canción uptempo, sinfónica y onírica. La vocalista y compositora Sharon den Adel afirmó que «esperas una gran señal del más allá, una explosión o cualquier cosa que te diga: “Sí, está bien”». Dijo que ella misma se inspiró en la muerte de su padre en 2018.

## Video musical
El vídeo musical fue publicado en YouTube el 6 de febrero de 2019, fue dirigido por Set Vexy con efectos especiales de Wesley Versteeg.
En el vídeo, se muestra a la banda interpretando la canción en un paisaje postapocalíptico, probablemente en un planeta desértico o en un asteroide que orbita alrededor de una estrella que ha llegado al final de su vida, una supernova para ser exactos. Den Adel interpreta los dos aspectos de la esencia humana más contrastantes: el bien y el mal. Se observa cómo el rol del mal escapa y se esconde del bien, pero finalmente se encuentran y se concilian. En ese momento, la estrella explota, creando una tormenta en el planeta donde la banda se encuentra. La explosión o supernova simboliza la luz, paz y tranquilidad después de la aceptación de todo nuestro ser y de nuestras dudas.